# Жан Ануи
Жан Ануѝ (на френски: Jean Anouilh, френско произношение: [ʒɑ̃ anuj], Ану̀й;) е френски драматург, една от най-видните личности във френската литература на 20 век. Той поставя първата си пиеса „L’Hermine“ през 1932, но постига известност с „Пътник без багаж“ („Le voyageur sans bagage“) (1937), поставяна и в България. В България също са поставяни пиесите „Евридика“ и „Балът на крадците“. Международна популярност придобива след Втората световна война.